# Thelmo Fernandes
Thelmo Fernandes (Rio de Janeiro, 7 de setembro de 1966) é um ator brasileiro. Possui 32 anos de carreira. Thelmo acumula, entre Indicações e Prêmios, 30 menções. Seus últimos trabalhos de destaque foram as séries "Fim" do Globoplay como "Álvaro", "Todo dia a mesma Noite" da Netflix como 'Pedro Leal' e "Arcanjo Renegado" como "Bispo Cristovão". Atuou no longa "Ainda Estou Aqui" de Walther Salles e nos espetáculos "Dignidade", onde foi vencedor do Prêmio APTR como Melhor Ator Protagonista, "A Falecida“ como "Tuninho" e o monólogo Diário do Farol, uma peça sobre a maldade” onde obteve 3 indicações a Melhor Ator.
Com o prestígio alcançado ao longo deste tempo se estabeleceu como um nome de peso do cenário artístico nacional.

## Carreira
Thelmo Fernandes possui 32 anos de carreira. Desde 1996 integra a Cia. Fodidos Privilegiados fundada por Antônio Abujamra onde atuou em vários espetáculos de sucesso. Seus últimos trabalhos de destaque foram as séries “Fim” do Globoplay, direção de Andrucha Waddington e Daniela Thomas como “Álvaro”, “Todo dia a mesma Noite” da Netflix, direção de Julia Rezende e Carol Minnen como ‘Pedro Leal’, ambos entre os personagens protagonistas das séries e “Arcanjo Renegado” como “Bispo Cristovão”. Atuou no longa “Ainda Estou Aqui” de Walther Salles e nos espetáculo “A Falecida“, de Nelson Rodrigues e direção de Sergio Modena como “Tuninho”.
No Teatro, Thelmo acumula, entre Indicações e Prêmios, 30 menções com destaque para os espetáculos “Gota D’água”, no papel de “Creonte” e com direção de João Fonseca, no qual foi vencedor do Prêmio APTR 2007 de teatro como melhor ator coadjuvante e do Prêmio Qualidade Brasil como melhor ator em espetáculo musical. Além disso, foi indicado ao Prêmio Shell pelo mesmo espetáculo; “A Arte da Comédia”, no qual foi o vencedor do PRÊMIO FITA 2013 NA CATEGORIA MELHOR ATOR e indicado aos Prêmios SHELL 2013, Cesgranrio 2013 e APCA 2014.
Seus projetos de teatro atuais são o monólogo “Diário do Farol, uma peça sobre a maldade”, direção de Fernando Philbert, no qual foi indicado ao Prêmio Cesgranrio 2019 e Prêmio APTR como Melhor Ator; e o espetáculo “Dignidade”, direção de Daniel Dias da Silva no qual foi vencedor do 17o Prêmio APTR de Teatro como Melhor Ator Protagonista e indicado ao Prêmio Cesgranrio 2022 como Melhor Ator.

## Filmografia

### Televisão
| Ano           | Título                       | Personagem                       | Nota                                           |
| ------------- | ---------------------------- | -------------------------------- | ---------------------------------------------- |
| 1995          | Você Decide                  | Sandro                           | Episódio: "Mulher do Chefão"                   |
| 1995          | Cara & Coroa                 | Renato                           | Participação                                   |
| 1996          | O Campeão                    | Repórter                         | Participação                                   |
| 1999          | Vila Madalena                | Paulo                            | Participação                                   |
| 1999          | Andando nas Nuvens           | Cássio                           | Participação                                   |
| 2000          | Terra Nostra                 | Jonas                            | Participação                                   |
| 2000          | Aquarela do Brasil           | Cantor da rádio                  |                                                |
| 2001          | Um Anjo Caiu do Céu          | Manoel                           | Participação                                   |
| 2001          | Malhação                     | Fonseca                          | Participação                                   |
| 2002          | Esperança                    | Rubens                           | Participação                                   |
| 2002          | Desejos de Mulher            | Josias                           | Participação                                   |
| 2002          | A Grande Família             | Camelô                           | Episódio: "É Pai, é pedra, é o fim do Caminho" |
| 2003          | A Grande Família             | Torcedor do Fluminense           | Episódio: "A Mãe do Ano"                       |
| 2003          | Kubanacan                    | Louco-Deus                       | Participação                                   |
| 2004          | Apreendendo a Empreender     | Cidão                            |                                                |
| 2004          | Senhora do Destino           | Seu Pereira                      | Participação                                   |
| 2005          | Carga Pesada                 | Antunes                          | Episódio: "Penúltimo Desejo"                   |
| 2006          | Floribella                   | Vespa                            | Participação                                   |
| 2006          | Pé na Jaca                   | Betão                            | Episódios: "21–22 de novembro"                 |
| 2006          | A Diarista                   | Olavo                            | Episódio: "Saia Injusta"                       |
| 2007          | Sob Nova Direção             | Delegado Barbosa                 | Episódio: "Dedo Duro de Matar"                 |
| 2007          | Paraíso Tropical             | Toninho                          | Episódio: "30 de março"                        |
| 2007          | Sítio do Picapau Amarelo     | Barba Azul                       | Episódio: "Quem quizer que conte outra"        |
| 2008          | Duas Caras                   | Escrivão                         | Episódio: "7 de abril"                         |
| 2008          | Faça Sua História            | Normando                         | Episódio: "A Deusa Extraterrestre"             |
| 2008          | Casos e Acasos               | Nereu                            | Episódio: "A Volta, a Cena e as Férias"        |
| 2008          | Capitu                       | Senhor Gurgel                    |                                                |
| 2008–09       | Cilada                       | Gerson                           |                                                |
| 2009          | Negócio da China             | Detetive Alberto                 | Episódios: "25–28 de fevereiro"                |
| 2009          | A Grande Família             | Souza                            | Episódio: "Só Uma Injustiça Não Dói"           |
| 2009          | Força-Tarefa                 | Cabo Lemos                       | Episódio: "Valor Sentimental"                  |
| 2009          | Por Toda Minha Vida          | Produtor musical                 | Episódio: "Raul Seixas"                        |
| 2010          | Ribeirão do Tempo            | Raul Nassau Jr. (Nasinho)        |                                                |
| 2012          | Rei Davi                     | Profeta Natã                     |                                                |
| 2013          | José do Egito                | Jetur                            |                                                |
| 2013          | O Amor e a Morte             | Ronaldo                          | Especial de fim de ano                         |
| 2014          | Milagres de Jesus            | Fariseu                          | Episódio: "O Inválido do Tanque de Betesda"    |
| 2014          | Vitória                      | William                          |                                                |
| 2015          | Tapas & Beijos               | Delegado Queiroz                 | Episódio: "11 de agosto"                       |
| 2016          | Mister Brau                  | Prefeito Walther                 | Episódio: "28 de junho"                        |
| 2016          | TOC's de Dalila              | Pedro Henrique                   |                                                |
| 2016–17       | Rock Story                   | Nelson do Rosário                |                                                |
| 2017          | Cidade Proibida              | Fagundes                         | Episódio: "Caso Laura"                         |
| 2017–22       | Sob Pressão                  | Capitão João Botelho             |                                                |
| 2019–20       | A Divisão                    | Ramos                            |                                                |
| 2019          | Amor de Mãe                  | Bruno                            | Episódio: "12 de dezembro"                     |
| 2020          | Coisa Mais Linda             | Gilson                           | Episódio: "Jeitinho Carioca"                   |
| 2020          | Reality Z                    | Peixe                            | Episódio: "Be Human"                           |
| 2020          | Gilda, Lúcia e o Bode        | Cláudio                          | Especial de fim de ano                         |
| 2022          | Um Lugar ao Sol              | Jerônimo Moreira Correira Bastos | Episódios: "17-19 de janeiro"                  |
| 2022–presente | Arcanjo Renegado             | Bispo Mathias Marques            |                                                |
| 2023          | Todo Dia a Mesma Noite       | Pedro Leal                       |                                                |
| 2023          | Fim                          | Álvaro Alves                     |                                                |
| 2023          | Anderson Spider Silva        | Duarte                           |                                                |
| 2023          | Betinho - No Fio da Navalha  | Nilo Batista                     |                                                |
| 2024          | Cosme e Damião: Quase Santos | Pardal                           |                                                |
| 2025          | Vale Tudo                    | Santana                          | Episódio: "31 de março – 1 de abril"           |
| 2025          | Juntas e Separadas           | [ 3 ]                            |                                                |

### Cinema
| Ano  | Título                                       | Personagem        | Nota           |
| ---- | -------------------------------------------- | ----------------- | -------------- |
| 1998 | Fica Comigo                                  | Policial Corrupto |                |
| 2000 | Conceição - Autor Bom É Autor Morto          | Gringo            |                |
| 2002 | Lost Zweig                                   | Orson Walles      |                |
| 2002 | Lara                                         |                   |                |
| 2002 | Carro-Forte                                  |                   | Curta-metragem |
| 2003 | O Vestido                                    | Apresentador      |                |
| 2003 | Maria, Mãe do Filho de Deus                  | Homem do Templo   |                |
| 2004 | Capital Circulante                           |                   | Curta-metragem |
| 2004 | Fui!!!                                       |                   | Curta-metragem |
| 2004 | Olga                                         | Bangu             |                |
| 2005 | Bendito Fruto                                | Enfermeiro        |                |
| 2007 | Tropa de Elite                               | Sargento Alves    |                |
| 2007 | Conceição - Autor Bom É Autor Morto          |                   |                |
| 2008 | Feliz Natal                                  | Neto              |                |
| 2009 | A Mulher Invisível                           | Alberto           |                |
| 2010 | Chico Xavier                                 | Menezes de Assis  |                |
| 2010 | Muita Calma Nessa Hora                       | Pescador          |                |
| 2011 | Cilada.com                                   | Gerson            |                |
| 2011 | Disparos                                     | Inspetor Gomes    |                |
| 2011 | Malu de Bicicleta                            | Oliveira          |                |
| 2011 | Beat the World                               | George            |                |
| 2012 | Ao Meio                                      | Ivan, o Mágico    | Curta-metragem |
| 2012 | 502                                          | Pedro             | Curta-metragem |
| 2013 | Giovanni Improtta                            | Pastor Franklin   |                |
| 2015 | A Esperança é a Última que Morre             | Major Macedo      |                |
| 2015 | Ninguém Ama Ninguém... Por Mais de Dois Anos | Portela           |                |
| 2015 | O Duelo                                      | Américo Antunes   |                |
| 2016 | O Roubo da Taça                              | Luiz Gustavo      |                |
| 2016 | Sob Pressão                                  | Capitão Botelho   |                |
| 2016 | Mormaço                                      | Eduardo           |                |
| 2017 | Pelé: O Nascimento de uma Lenda              |                   |                |
| 2017 | Divórcio                                     | Milton            |                |
| 2018 | Chacrinha: o Velho Guerreiro                 | Boni              |                |
| 2020 | A Divisão: O Filme                           | Antônio Ramos     |                |
| 2021 | Lucicreide Vai pra Marte                     | Silvio Almeida    |                |
| 2021 | Os Salafrários                               | Delegado Roberto  |                |
| 2023 | Nas Ondas da Fé                              | Apóstolo Adriano  |                |
| 2024 | Abraço de Mãe                                | Carlos Macedo     |                |
| 2024 | Ainda Estou Aqui                             | Lino Machado      |                |
| 2025 | Vitória                                      | Major Messias     |                |

## Teatro
| Ano              | Título                                             | Personagem                        |
| ---------------- | -------------------------------------------------- | --------------------------------- |
| 1988             | A Última Fila                                      | Industrial                        |
| 1990             | Antígona                                           | Creonte                           |
| 1990             | Circo da Vida                                      | Carlos, o palhaço                 |
| 1990             | As Artimanhas de Scapino                           | Scapino                           |
| 1991             | As Três Irmãs                                      | Verchinin                         |
| 1991–92          | O Sumidoro                                         | Vicente                           |
| 1993–93          | Somos Todos 22                                     | Malandro                          |
| 1993             | Anita Garibaldi                                    | Giuseppe Garibaldi                |
| 1994–95          | Fogo Morto                                         | Tenente Maurício                  |
| 1995             | Concerto Para Virgulino sem Orquestra              | Sargento Aniceto / Bispo          |
| 1996             | O Que é Bom em Segredo é Melhor em Público         | Vários                            |
| 1996             | As Malandragens de Scapino                         | Argante                           |
| 1997–00; 2012    | O Casamento                                        | Dr. Camarinha                     |
| 1998             | Tributo A Brecht                                   | Vários                            |
| 1998             | Ascensão e Queda de Mahagonny                      | Jimmy Mahonney                    |
| 1998             | Ópera dos Três Vinténs                             | Mac Maravilha                     |
| 1998–99          | Auto da Compadecida                                | João Grilo                        |
| 1998 2001        | A Resistível Ascensão de Arturo UI                 | Velho Ator / O'Casey Ernesto Roma |
| 1999–01          | A Morte do Caixeiro Viajante                       | Biff Loman                        |
| 1999–06          | Tudo no Timing                                     | Vários personagens                |
| 2000             | Michelangelo                                       | Monsenhor Felipo                  |
| 2000             | Bugiaria                                           | Vários                            |
| 2000–01          | Jonas e a Baleia                                   | Jonas                             |
| 2001             | Umbral                                             | Vários                            |
| 2001             | 12 Jurados e uma Sentença                          | Jurado 10                         |
| 2001             | Tímon de Atenas                                    | Tímon                             |
| 2001             | Tróilo e Créssida                                  | Ulisses                           |
| 2001–02          | O Beijo no Asfalto                                 | Cunha                             |
| 2002–03          | Closet Show                                        | Host, o Apresentador              |
| 2002–04          | Santo Elvis                                        | Coronel Parker                    |
| 2003–06          | A Ópera do Malandro                                | Geni e Tigrão                     |
| 2003             | As Bruxas do Salém                                 | Reverendo Parris                  |
| 2003; 2013–14    | Pluft, O Fantasminha                               | Perna-de-Pau                      |
| 2004             | A Paz                                              | Trigeu                            |
| 2004–08; 2012–17 | Édipo Unplugged                                    | Édipo                             |
| 2005             | Os Figurantes                                      | Guarda 1                          |
| 2005             | Melodrama                                          | Ébrio                             |
| 2005–06          | O Processo                                         | Advogado Huld                     |
| 2006             | Ópera do Malandro em Concerto                      | Geni                              |
| 2006             | A Fonte dos Santos                                 | Mateus                            |
| 2006             | Alta Tensão                                        | Vários                            |
| 2006             | Até que a Morte nos Separe                         | Fulano de Tal                     |
| 2007             | O Santo e a Porca                                  | Pinhão                            |
| 2007             | A Força do Destino                                 | Dom Carlos                        |
| 2007             | Assim é se lhe Parece                              | Sirelli                           |
| 2007             | O que diz Molero                                   | Vários personagens                |
| 2007–10          | Gota D'água                                        | Creonte                           |
| 2008             | Tempo de Comédia                                   | Chandler                          |
| 2009             | Dois Prá Lá Dois Prá Cá                            | Técnico de Telefone               |
| 2008–09          | Tom e Vinícius, o Musical                          | Vinícius de Moraes                |
| 2010             | Macbeth                                            | Banquo                            |
| 2010             | Ninguém Ama Ninguém... Por Mais De Dois Anos       | Portela                           |
| 2010–12          | Comédia Russa                                      | Vladimir                          |
| 2011–12          | A Aurora da Minha Vida, Um Musical Brasileiro      | Bobo / Diretor / Padre            |
| 2011             | Uma Festa Privilegiada                             | Vários                            |
| 2012             | Não sobre Rouxinóis                                | Chefe Whalen                      |
| 2012             | Escravas do Amor                                   | Dr. Meira                         |
| 2013             | O Estranho Caso do Cachorro Morto                  | Ed                                |
| 2013–14          | A Arte da Comédia                                  | Prefeito                          |
| 2015             | S'Imbora, O Musical – A História de Wilson Simonal | Carlos Imperial                   |
| 2015             | O Beijo no Asfalto - O Musical                     | Amado Ribeiro                     |
| 2017             | Estes Fantasmas!                                   | Pasquale Lojácono                 |

## Parte Técnica
| Ano  | Título                                         | Cargo   | Nota           |
| ---- | ---------------------------------------------- | ------- | -------------- |
| 2008 | Um Amor de Espantalho                          | Diretor | Peça de teatro |
| 2015 | Chabadabadá – Manual Prático do Macho-Jurubeba | Diretor | Peça de teatro |

## Prêmios e indicações
| Ano  | Prêmio                       | Categoria                | Trabalho                                           | Resultado | Ref    |
| ---- | ---------------------------- | ------------------------ | -------------------------------------------------- | --------- | ------ |
| 1999 | Prêmio Ibeu                  | Melhor Ator              | Tudo no Timing                                     | Indicado  |        |
| 2007 | Prêmio Shell                 | Melhor Ator              | Gota D'Água                                        | Indicado  | [ 7 ]  |
| 2008 | Prêmio Contigo! de Teatro    | Melhor Ator              | Gota D'Água                                        | Indicado  | [ 8 ]  |
| 2008 | Prêmio APTR                  | Melhor Ator Coadjuvante  | Gota D'Água                                        | Venceu    | [ 8 ]  |
| 2008 | Prêmio Qualidade Brasil      | Melhor Ator Musical - RJ | Gota D'Água                                        | Venceu    | [ 8 ]  |
| 2008 | Prêmio Qualidade Brasil      | Melhor Ator Musical - SP | Tom e Vinícius, O Musical                          | Indicado  | [ 8 ]  |
| 2009 | 3º Prêmio Contigo! de Teatro | Melhor Ator              | Tom e Vinícius, O Musical                          | Indicado  |        |
| 2010 | Prêmio APTR                  | Melhor Ator Coadjuvante  | Tom e Vinícius, O Musical                          | Indicado  |        |
| 2013 | Prêmio Cesgranrio            | Melhor Ator              | A Arte da Comédia                                  | Indicado  | [ 9 ]  |
| 2013 | Prêmio Shell                 | Melhor Ator              | A Arte da Comédia                                  | Indicado  | [ 7 ]  |
| 2013 | Prêmio FITA                  | Melhor Ator              | A Arte da Comédia                                  | Venceu    | [ 9 ]  |
| 2014 | Troféu APCA de Teatro        | Melhor Ator              | A Arte da Comédia                                  | Indicado  | [ 9 ]  |
| 2015 | Prêmio APTR                  | Melhor Ator Coadjuvante  | S'Imbora, O Musical – A História de Wilson Simonal | Indicado  |        |
| 2015 | Prêmio Bibi Ferreira         | Melhor Ator Coadjuvante  | S'Imbora, O Musical – A História de Wilson Simonal | Indicado  |        |
| 2015 | Prêmio Botequim Cultural     | Melhor Ator Coadjuvante  | O Beijo no Asfalto - O Musical                     | Indicado  | [ 10 ] |
| 2015 | Prêmio Cesgranrio de Teatro  | Melhor Ator de Musical   | O Beijo no Asfalto - O Musical                     | Indicado  | [ 10 ] |
| 2016 | Prêmio FITA                  | Melhor Ator Coadjuvante  | O Beijo no Asfalto - O Musical                     | Indicado  | [ 10 ] |